# Tipula subscripta
Tipula subscripta är en tvåvingeart som beskrevs av Edwards 1928. Tipula subscripta ingår i släktet Tipula och familjen storharkrankar. Inga underarter finns listade i Catalogue of Life.